# Феликс Каспар
Феликс Каспар (Беч, 14. јануар 1915 — Брејдентон, 5. децембар 2003) је бивши аустријски спортиста, која се такмичио у уметничком клизању. Наступао је појединачној конкуренцији и био двоструки светски и европски првак и освајач бронзане медаље на Зимским олимпијским играма 1936. у Гармиш-Партенкирхену. Био је члан клизачког клуба WEV из Беча.

## Биографија
Каспар је почео клизати када је имао 9 година. Тренирао на вештачком клизалишту Едуарда Енгелмана. Још као јуниор Каспар је био познат по својим високим скоковима. Године 1935. био је другопласирани на Европском првенству, иза свог земљала Карл Шефера. Следеће године је освојио бронзану медаљу на олимпијским играма, и на светском првенству. У 1937. коначно је био светски и европски првак и одбранио обе титуле следеће године.
На почетку Другог светског рата, Каспар је био у Аустралији, где је упознао своју будућу супругу Џун, са којом је био у браку 54 године. Имали су ћерку Кристи.
Каспар је цео рат у Аустралији. Године 1965. преселио се са породицом у Минеаполис у Минесоти где је радио као тренер, Једна од његових ученица била је и Јапанка Еми Ватанабе, освајач трећег места на Светском првенству 1979. у Бечу. Године 1977. преселио са породицом у Пасадену у Клифорнији наставио да ради као тренер.
У Кућу славних у уметничком клизању примљен је 1988.
Као пензионер са супругом отишао је 1989. на Флориду, где је умро у 88 години живота од Алцхајмерове болести.

## Резултати
| Такмичење / Година | 1934 | 1935 | 1936 | 1937 | 1938 |
| ------------------ | ---- | ---- | ---- | ---- | ---- |
| Олимпијске игре    |      |      | 3.   |      |      |
| Светско првенство  |      |      | 3.   | 1.   | 1.   |
| Европско првенство | 7.   | 2.   | 4.   | 1.   | 1.   |
| Првенство Аустрије |      | 1.   |      | 1.   | 1.   |